# Metacranaus tricalcaris
Metacranaus tricalcaris is een hooiwagen uit de familie Cranaidae.